# Arizona Cardinals
Arizona Cardinals je profesionální klub amerického fotbalu, který sídlí v arizonském Glendale. V současné době je členem West Division (Západní divize) National Football Conference (NFC, Národní fotbalové konference) National Football League (NFL, Národní fotbalové ligy). Klub byl založen již v roce 1898 jako Morgan Athletic Club a je tak nejstarším, nepřetržitě provozovaným profesionální klubem amerického fotbalu ve Spojených státech amerických.
Tým byl založen v Chicagu v roce 1898 a stal se zakládajícím členem NFL v roce 1920. Spolu s Chicagem Bears je jedním ze dvou stále aktivních klubů NFL, kteří byli u založení ligy, protože Green Bay Packers byli nezávislým týmem až do roku 1921, kdy se k NFL také připojili. Klub se v roce 1960 přestěhoval do St. Louis ve státě Missouri a hrál v tomto městě až do roku 1987 (tým byl označován jako „Football Cardinals“ nebo „Big Red“, aby nedošlo k záměně s týmem z Major League Baseball St. Louis Cardinals). Před sezónu 1988 se Cardinals přesunuli do Tempe v Arizoně, studentského města na předměstí Phoenixu. Zde hráli své domácí zápasy následujících 18 let v areálu Arizona State University na stadionu Sun Devil Stadium. Od roku 2006 hrají v nově postaveném University of Phoenix Stadium na severozápadním předměstí města Glendale.
Klub vybojoval dvakrát trofej pro šampióna NFL, ale to klub ještě sídlil v Chicagu. První titul získali Chicago Cardinals v roce 1925, ale tento fakt je předmětem diskuse, protože fanoušci Pottsville Maroons věří, že Pottsville měl získat titul. Druhý titul, a první vybojovaný ve finálovém zápase NFL, přišel v roce 1947, dvacet let před prvním Super Bowlem. Do finále NFL se Cardinals dostali rovněž o rok později, nicméně tentokrát prohráli ve sněhové bouři s Philadelphií Eagles 0:7.
V následujících sedmi dekádách Cardinals mnoho úspěšných sezón nezaznamenali, do play-off se dostali pouze osmkrát, zaznamenali v nich šest vítězství, z nichž tři během tažení v play-off 2008. Během této sezóny došli pod vedením Quarterbacka Kurta Warnera až do Super Bowlu XLIII, ve kterém i přes vedení po třech čtvrtinách 20:7 podlehli Pittsburgh Steelers 23:27. V sezóně 2012 se Cardinals stali prvním týmem v historii NFL, který nasbíral 700 a více porážek. Na konci sezóny 2016 se poměr vítězství, porážek a remíz zastavil na poměru 549-741-40 (včetně play-off). Přesto jsou Cardinals jediným týmem v historii NFL, který na domácím stadionu neprohrál ani jedno utkání play-off, současná bilance činí 5 vítězství a 0 porážek.

## Historie Cardinals

### Chicago
Klub vznikl v roce 1898, když se dala dohromady skupina sousedů v oblasti jižního Chicaga, a pojmenovali se Morgan Athletic Club. Následně klub převzal chicagský malíř a stavební dodavatel Chris O'Brien, který ho přesunul na stadion Normal Field na Racine Avenue. Tým byl známý jako Racine Normals až do roku 1901, kdy O'Brien koupil použité dresy od Chicagské univerzity. Barvu těchto vybledlých hnědo-červených dresů O'Brien nazval „cardinal red“ a klub se přejmenoval na Racine Street Cardinals. Tým se nakonec stal v roce 1920 zakládajícím členem Americké profesionální fotbalové asociace (APFA), která byla o dva roky později přejmenována na National Football League (NFL). Tým vstoupil do ligy jako Racine Cardinals, nicméně jeho jméno bylo změněno v roce 1922 na Chicago Cardinals, aby nedošlo k záměně s týmem Horlick-Racine Legion, který vstoupil do NFL v tomto roce. S výjimkou sezony 1925, kdy jim byl udělen mistrovství titul po diskvalifikaci Pottsville Maroons, zaznamenali Cardinals v prvních 26 sezónách pouze minimum úspěchů. V letech po skončení Druhé světové války se Cardinals dvakrát za sebou dostali do finále NFL proti Philadelphii Eagles, přičemž v sezóně 1947, osm měsíců po smrti majitele Lou Gehriga, zvítězili. Po mnoha špatných sezónách a odlivu fanoušků k úspěšným městským rivalům Chicago Bears byli Cardinals na konci 50. let na pokraji bankrotu. Tehdy se majitel Violet Bidwill Wolfner začal zajímat o přemístění klubu.

### St. Louis
Vzhledem ke vzniku soupeřící American Football League povolila NFL Bidwillovi přesunout klub do St. Louis ve státě Missouri, čímž vznikli St. Louis Cardinals (v okolí se jim přezdívalo "Big Red" nebo "Football Cardinals", protože již baseballový tým stejného jména ve městě existoval). Během 28 let v St. Louis ovšem Cardinals pouze třikrát postoupili do play-off (1974, 1975 a 1982), z toho ani jednou nehráli utkání doma a pokaždé prohráli. Celková podprůměrnost Cardinals kombinovaná se zastaralým stadionem Busch Memorial Stadium způsobili odliv diváků, a tak se majitel Bill Bidwill rozhodl přesunout tým do Arizony.

### Arizona
Nedlouho po skončení sezóny 1987 Bidwill odsouhlasil přesun klubu do oblasti města Phoenix a tým se přejmenoval na Phoenix Cardinals. K poslední změně názvu klubu na Arizona Cardinals došlo 17. března 1994 (zajímavé je, že tým nikdy nehrála ve městě Phoenix samotném). V sezóně 1998 Cardinals ukončili dvě dlouholeté negativní série, když se po šestnácti letech dostali do play-off. Navíc tým v prvním utkání play-off zvítězil, poprvé od roku 1947. V sezóně 2008 pak Arizona získala titul v konferenci NFC a postoupila poprvé v historii do Super Bowlu. Zde podlehla Pittsburgh Steelers 23:27.
Po skvělé sezóně 2008 následoval vydařený ročník 2009, ve kterém si Cardinals připsali 10 vítězství a 6 porážek, podruhé za sebou získali titul v divizi NFC West a byli poraženi až v NFC Divisional Play-off budoucími šampiony Super Bowlu New Orleans Saints 14:45. Nová úspěšná éra klubu započala v roce 2013 s příchodem trenéra Bruce Arianse: ten nejprve vytáhl Cardinals na pozici těsně pod play-off (bilance 10-6), o rok později už 11 vítězství a 5 porážek na postup do play-off stačilo, zde ovšem Cardinals prohráli s Panthers 16:27. V sezóně 2015 pak Arizona ovládla svou divizi s bilancí 13-3, jenže ve finále konference proti Panthers opět slavil vítězství soupeř, tentokrát po jednoznačném průběhu 15:49, když se Cardinals dopustili celkem sedmi turnoverů.

## Dresy a logo
Počínaje rokem 1947 měl tým jako logo hlavu Kardinála červeného posazeného na stehu míče pro americký fotbal.
Cardinals se v roce 1988 přestěhovali do Arizony a vlajka tohoto státu byl přidána na rukávy dresů v následujícím roce. Od sezóny 1990 tým začal používat bílé dresy a červeného kalhoty, protože nový trenér Joe Bugel chtěl napodobit svůj bývalý tým, Washington Redskins, který v té době používal kalhoty v burgundské červené barvě s bílými dresy (Redskins se později vrátili ke zlatým kalhotám ze sedmdesátých let).
V roce 1994 se Cardinals zapojili do programu NFL a představili své vlastní retro dresy. Ty byly podobné těm z Chicaga v roce 1920, s logem "CC" na levé hrud a třemi pruhy na každém rukávu, čísla byla přemístěna na pravou hruď. Kalhoty barvy khaki simulovaly barvu a materiál používané v té době. Cardinals rovněž na dva zápasy také odstranili logo z helmy, v utkáních proti Clevelandu (18. září) a doma proti Pittsburgh (30. října).
Hlava Kardinála červeného na bílém podkladu se na dresech objevoval mezi roky 1982 až 1995. V roce 1996 byla státní vlajka Arizony posunuta výše na rukávu poté, co byla kardinálova hlava odstraněna. V roce 2002 začali Cardinals používat celočervené a celobílé kombinace dresů a kalhot, od sezóny 2004 se pak vrátili ke kombinaci bílo-červená a červeno-bílá, všechna loga a znaky byly z dresů odstraněny.
Pro sezónu 2005 bylo upraveno logo, Kardinál červený byl elegantnější a tvářil se agresivněji. Jako třetí barva klubu byl zvolena černá a následně se objevila na vnějších náramenících, rukávech a po stranách dresů a kalhot. Jak červené, tak bílé dresy měly jako doplněk červené i bílé kalhoty.
Od sezóny 2010 využívají Cardinals třetí, černou sadu dresů. Až do tohoto zavedení byli Cardinals jediným týmem NFL bez alternativního dresu nebo retro dresu, s výjimkou programu NFL v roce 1994.

## Rekordy pro jednu sezónu
Celkem získaných bodů: 489 (2015)
Přihrávky
- Naházených yardů: 4 671, Carson Palmer (2015)
- Pasových touchdownů: 35, Carson Palmer (2015)
- Zkompletovaných přihrávek: 401, Kurt Warner (2008)
- Pokusů o přihrávku: 598, Kurt Warner (2008)
- Nejdelší zkompletovaná přihrávka: 98 yardů, Doug Russell (1932) / Ogden Compton (1957) / Jim Hart (1972)
- Utkání v řadě za sebou s přihrávkou na touchdown: 22, Kurt Warner (2007-2008)

Běh
- Naběhané yardy: 1 605, Ottis Anderson (1979)
- Běhových pokusů: 337, Edgerrin James (2006)
- Běhových touchdownů: 16, David Johnson (2016)
- Běhových touchdownů (nováček): 10, Tim Hightower (2008)
- Nejdelší běh: 83 yardů, John David Crow (1958)
- Nejvíc naběhaných yardů v průměru na jeden zápas: 100,3 yardu, Ottis Anderson (1979)

Zachycené přihrávky
- Zachycených přihrávek: 109, Larry Fitzgerald (2015)
- Nachytaných yardů: 1 598, David Boston (2001)
- Zachycených touchdownů: 15, Sonny Randle (1960)

Returny
- Punt returny: 44, Vai Sikahema (1987)
- Nejdelší punt return: 99 yardů, Patrick Peterson (2011)
- Nejdelší kickoff return: 108 yardů, David Johnson (2015)

Kopy
- Proměněných field gólů: 40, Neil Rackers (2005)
- Points after touchdown: 53, Pat Harder (1948)

## Celkové rekordy
- Naházených yardů: 34 639, Jim Hart (1966-1983)
- Pasových touchdownů: 209, Jim Hart (1966-1983)
- Naběhaných yardů: 7 999, Ottis Anderson (1979-1986)
- Běhových touchdownů: 46, Ottis Anderson (1979-1986)
- Zachycených přihrávek: 1 074, Larry Fitzgerald (2004-současnost)
- Zachycených yardů: 13 920, Larry Fitzgerald (2004-současnost)
- Interceptionů: 52, Larry Wilson (1960-1972)
- Proměněných field gólů: 282, Jim Bakken (1962-1978)
- Bodů: 1 380, Jim Bakken (1962-1978)
- Touchdownů celkem: 103, Larry Fitzgerald (2004-současnost)
- Průměr na jeden punt return: 13,7, Charley Trippi (1947-1955)
- Průměr na jeden kickoff return: 28,5, Ollie Matson (1954-1958)
- Průměr na jeden punt: 44,9, Jerry Norton (1959-1961)
- Sacků: 66,5, Freddie Joe Nunn (1985-1993)
- Tacklů: 785, Eric Hill (1989-1997)
- Vítězství (trenér): 45, Ken Whisenhunt (2007-2012)

## Hráči

### Vyřazená čísla
| Vyřazená čísla Arizona Cardinals |                   |                  |                      |           |
| Číslo                            | Jméno hráče       | Pozice           | V týmu v letech      | Tým       |
| 8                                | Larry Wilson      | Safety           | 1960–1972            | St. Louis |
| 40                               | Pat Tillman 1     | Safety           | 1998–2001            | Arizona   |
| 77                               | Stan Mauldin 1    | Offensive tackle | 1946–1948            | Chicago   |
| 88                               | J. V. Cain 1      | Tight end        | 1974–1978            | St. Louis |
| 99                               | Marshall Goldberg | Halfback         | 1939–1943, 1946–1948 | Chicago   |

- 1 Číslo vyřazeno posmrtně.

### Členové Síně slávy profesionálního fotbalu
| Členové Síně slávy profesionálního fotbalu Arizona Cardinals |                         |                               |                           |                      |
| Chicago Cardinals                                            |                         |                               |                           |                      |
| Číslo                                                        | Jméno hráče             | Pozice/Funkce                 | V týmu v letech           | Uveden do Síně slávy |
| 1                                                            | John "Paddy" Driscoll   | Quarterback Trenér            | 1920–1925 1920–1922       | 1965                 |
| 2                                                            | Walt Kiesling           | Guard/Defensive tackle Trenér | 1929–1933 1944            | 1966                 |
| 4                                                            | Ernie Nevers            | Fullback Trenér               | 1929–1931 1930–1931, 1939 | 1963                 |
| 13                                                           | Guy Chamberlin          | Defensive end a trenér        | 1927–1928                 | 1965                 |
| 33                                                           | Ollie Matson            | Running back                  | 1952, 1954–1958           | 1972                 |
| 62, 2                                                        | Charley Trippi          | Running back                  | 1947–1955                 | 1968                 |
| 81                                                           | Dick "Night Train" Lane | Cornerback                    | 1954–1959                 | 1974                 |
| –                                                            | Jim Thorpe              | Running back                  | 1928                      | 1963                 |
| –                                                            | Charles Bidwill         | Majitel                       | 1933–1947                 | 1967                 |
| –                                                            | Jimmy Conzelman         | Trenér                        | 1940–1942 1946–1948       | 1964                 |
| –                                                            | Earl "Curly" Lambeau    | Trenér                        | 1950–1951                 | 1963                 |
| –                                                            | Joe Stydahar            | Trenér                        | 1953–1954                 | 1967                 |
| St. Louis Cardinals                                          |                         |                               |                           |                      |
| 8                                                            | Larry Wilson            | Safety                        | 1960–1972                 | 1978                 |
| 13                                                           | Don Maynard             | Wide receiver                 | 1973                      | 1987                 |
| 22                                                           | Roger Wehrli            | Cornerback                    | 1969–1982                 | 2007                 |
| 72                                                           | Dan Dierdorf            | Offensive tackle              | 1971–1983                 | 1996                 |
| 81                                                           | Jackie Smith            | Tight end                     | 1963–1977                 | 1994                 |
| Arizona Cardinals                                            |                         |                               |                           |                      |
| 22                                                           | Emmitt Smith            | Running back                  | 2003–2004                 | 2010                 |
| 35                                                           | Aeneas Williams         | Cornerback                    | 1991–2000                 | 2014                 |
| 13                                                           | Kurt Warner             | Quarterback                   | 2005–2009                 | 2017                 |

### Kruh cti
Kruh cti Arizony Cardinals vznikl v roce 2006 u příležitosti otevření University of Phoenix Stadium. Vyznamenává bývalé hráče Cardinals ze všech období historie klubu. Níže je seznam osob a datum, kdy byli do Kruhu cti uvedeny.
- Charles Bidwill, majitel (12. srpna 2006)
- Jimmy Conzelman, trenér (12. srpna 2006)
- John "Paddy" Driscoll, Quarterback (12. srpna 2006)
- Marshall Goldberg, Halfback (12. srpna 2006)
- Dick "Night Train" Lane, Defensive back (12. srpna 2006)
- Ollie Matson, Halfback (12. srpna 2006)
- Ernie Nevers, Fullback (12. srpna 2006)
- Charley Trippi, Halfback/Quarterback (12. srpna 2006)
- Larry Wilson, Safety (10. září 2006)
- Dan Dierdorf, Tackle (16. října 2006)
- Pat Tillman, Safety (12. listopadu 2006)
- Roger Wehrli, Cornerback (14. října 2007)
- Aeneas Williams, Cornerback (10. listopadu 2008)
- Kurt Warner, Quarterback (18. června 2014)
- Adrian Wilson, Safety (27. září 2015)
- Roy Green, Wide receiver (2. října 2016)
- Jim Hart, Quarterback (3. prosince 2017)
- Carson Palmer, Quarterback (29. září 2019)

### Draft
Hráči draftovaní v prvním kole za posledních deset sezón:
| Rok  | Pořadí | Jméno hráče      | Pozice             | Univerzita                                  |
| 2010 | 26     | Dan Williams     | Defensive tackle   | University of Tennessee                     |
| 2011 | 5      | Patrick Peterson | Cornerback         | Louisiana State University                  |
| 2012 | 13     | Michael Floyd    | Wide receiver      | University of Notre Dame                    |
| 2013 | 7      | Jonathan Cooper  | Guard              | University of North Carolina at Chapel Hill |
| 2014 | 27     | Deone Bucannon   | Safety             | Washington State University                 |
| 2015 | 24     | D. J. Humphries  | Offensive tackle   | University of Florida                       |
| 2016 | 29     | Robert Nkemdiche | Defensive tackle   | University of Mississippi                   |
| 2017 | 13     | Haason Reddick   | Outside linebacker | Temple University                           |
| 2018 | 10     | Josh Rosen       | Quarterback        | University of California, Los Angeles       |
| 2019 | 1      | Kyler Murray     | Quarterback        | University of Oklahoma                      |